# Keshtzar haye sepid
 (mai 2024).
Si vous disposez d'ouvrages ou d'articles de référence ou si vous connaissez des sites web de qualité traitant du thème abordé ici, merci de compléter l'article en donnant les références utiles à sa vérifiabilité et en les liant à la section « Notes et références ».
Keshtzar haye sepid (کشتزارهای سپید) est un film iranien réalisé en 2009 par Mohammad Rasoulof et monté par Jafar Panahi.
Ce long métrage a été présenté en mars 2024 au Festival international de films de Fribourg (FIFF), dans le cadre d'une carte blanche confiée à la comédienne iranienne Golshifteh Farahani.

## Synopsis
Dans un style allégorique, nous suivons les pérégrinations en barque de Rahmat, un marin, sorte de Sinbad moderne, qui poursuit une mission étrange : parcourir les îles du lac salé d'Urmia pour récolter les larmes des insulaires.

## Fiche technique
- Titre original : Keshtzar haye sepid (کشتزارهای سپید)

- Titre international : The White Meadows

- Pays d'origine : Iran, 2009

- Format : vidéo, couleurs

- Genre : drame

- Durée : 92 minutes

## Distribution
- Hasan Pourshirazi - Rahmat
- Younes Ghazali - Nasim
- Mohammad Rabbani - L'homme du phare